# Бакай Ігор Михайлович
Ігор Михайлович Бакай (нар. 17 листопада 1963, Рівне, Українська РСР) — колишній український політик та бізнесмен, який звинувачувався у зловживанні владою та незаконній витраті коштів. Був головою правління НАК «Нафтогаз України» (04.1998 — 04.2000), головою Держкомітету України з водного господарства (21 липня — 2 жовтня 2003), керівником Державного управління справами (2 жовтня 2003 — 24 грудня 2004), так званий «завгосп Кучми». Після Помаранчевої революції подав у відставку та виїхав до Росії, де у березні 2005 року отримав громадянство.

## Освіта
1978–1982 — Березнівський лісовий технікум, технік лісового господарства.
1994–1997 — Академія праці і соціальних відносин, факультет правознавства, юрист.

## Життєпис
1982–1984 — служба в армії СРСР.
1984–1989 — начальник бази підготовки футбольної команди СКА «Карпати» Прикарпатського військового округу, Львів.
1989–1991 — бригадир, майстер дільниці лісорозробки Якутії.
1991–1992 — голова кооперативу «Козацькі страви», Львів.
1992–1994 — президент компанії «Велес», Київ.
1994–1995 — президент корпорації «Республіка», Київ.
1995–1996 — голова координаційної ради АТЗТ «Інтергаз».
З 1996 по 1998 — Народний депутат України 2-го скликання, виборчий округ № 208 (замість вибулого Михайла Заборного).
Квітень 1997 — січень 2000 — позаштатний радник Президента України.
Вересень 1997 — квітень 1998 — 1-й заступник Голови Державного комітету нафтової, газової та нафтопереробної промисловості України.
Квітень 1998 — квітень 2000 — голова правління НАК «Нафтогаз України».
У 1998 році балотувався до Верховної Ради за виборчим округом № 97, а також був № 5 у списку Партії національно-економічного розвитку України.
З 2000 по 2002 — Народний депутат України 3-го скликання, виборчий округ № 64 (замість вибулого Юрія Єханурова). Висунутий партією «Демократичний союз».
У 2002 році балотувався до Верховної Ради за виборчим округом № 153 (м. Рівне). Висунутий Виборчим блоком політичних партій «Демократична партія України — партія „Демократичний союз“». На виборах його підтримували брати Клички.
21 липня — 2 жовтня 2003 — Голова Державного комітету України з водного господарства.
2 жовтня 2003 — 24 грудня 2004 — Керівник Державного управління справами.
З 22 березня 2005 — громадянин Росії.
10 березня 2015 року, за повідомленнями місцевих ЗМІ, у селі Трахтемирів згорів маєток Ігоря Бакая.

## Кримінальні справи
Після Помаранчевої революції проти Бакая було порушено 7 кримінальних справ за масштабні відчуження держвласності. У кримінальних справах йшлося про продаж майнових комплексів готелів «Дніпро» та «Україна», нерухомого майна комплексу «Експоцентр України». Також було відчужено деякі відомі кримські оздоровниці, серед яких санаторії «Гурзуфський», «Дніпро», «Зірки України».. Бакая також звинувачували у тому, що в 2003—2004 роках він видав розпорядження про виділення квартир своїм заступникам з перевищенням житлових норм.
З травня 2005 — знаходився в міжнародному розшуку по підозрі в здійсненні злочинів, зловживання владою і службовим становищем.
2010 року, після обрання президентом Януковича, кримінальні справи було закрито рішенням Печерського суду Києва. 14 квітня того ж року Апеляційний суд Києва визнав законність закриття всіх справ.
2017 року, вже в Росії, його звинуватили у шахрайстві в особливо великих розмірах, його було заарештовано. Бакая було звинувачено у тому, що він обманом заволодів грошима сторонніх осіб. На нього є 10 заяв від ошуканих, серед них заява від російського мільярдера Алішера Усманова. 27 жовтня 2017 року Таганський суд Москви заарештував Бакая у справі щодо шахрайства.
26 листопада 2020 московський суд (РФ) виніс Бакаю вирок, його засудили до чотирьох років позбавлення волі умовно з випробувальним терміном на 4 роки.

## Особисте життя та сім'я
Був одружений тричі:
Старша дочка Марта Бакай - навчалася в Лондоні та Києві, кандидат юридичних наук, займається ресторанним бізнесом.
Друга дружина Олена Демчук - співвласниця ТОВ "Телерадіокомпанія "Всесвітня Інформаційна Служба""
два сини, громадяни США: Павло Бакай і Владислав Бакай
Третя дружина в минулому поп-співачка Наталя Бакай (Козицька), яка залишила естрадну кар'єру через терміновий від'їзд сім'ї з України.
чотири доньки: Анна Бакай, Марія Бакай, Єлизавета Бакай і Катерина Бакай.

## Нагороди
- Почесна грамота Кабінету Міністрів України (листопад 2003)[28].